# Долхештій-Міч
Долхештій-Міч (рум. Dolheștii Mici) — село у повіті Сучава в Румунії. Входить до складу комуни Долхешть.
Село розташоване на відстані 335 км на північ від Бухареста, 32 км на південний схід від Сучави, 84 км на захід від Ясс.

## Населення
За даними перепису населення 2002 року у селі проживали 1323 особи.
Національний склад населення села:
| Національність | Кількість осіб | Відсоток |
| -------------- | -------------- | -------- |
| румуни         | 1235           | 93,3%    |
| цигани         | 84             | 6,3%     |

Рідною мовою назвали:
| Мова      | Кількість осіб | Відсоток |
| --------- | -------------- | -------- |
| румунська | 1312           | 99,2%    |
| циганська | 10             | 0,8%     |